# Letters from the Mountains
Pour plus de détails, voir Fiche technique et Distribution.
Letters from the Mountains (阿弥陀堂だより, Amidadō Dayori) est un film dramatique japonais écrit et réalisé par Takashi Koizumi et sorti en 2002,,,.  
Le film, qui met en vedette Akira Terao, est adapté du roman Amidadō Dayori écrit par Keishi Nagi,. 
Letters from the Mountains, qui dépeint un couple qui quitte une grande ville pour la campagne,, a été nommé pour treize prix au 26e Japan Academy Film Prize,. 

## Fiche technique
- Titre original : 阿弥陀堂だより (Amidadō Dayori?)
- Titre international : Letters from the Mountains
- Réalisation : Takashi Koizumi
- Scénario : Takashi Koizumi, adapté d'un roman de Keishi Nagi
- Photographie : Masaharu Ueda
- Montage : Hideto Aga
- Musique : Takashi Kako
- Costumes : Kazuko Kurosawa
- Production :
- Sociétés de production :
- Pays de production : Japon
- Langue originale : japonais
- Format : couleur
- Genre : drame
- Durée : 127 minutes
- Dates de sortie[12] :
  - Japon : 5 octobre 2002

## Distribution
- Akira Terao : Takao Ueda
- Kanako Higuchi : Michiko Ueda
- Takahiro Tamura : Shignaga Koda
- Kyōko Kagawa : Yone Kōda
- Hisashi Igawa : Sukeyaku Ishino (le père de Sayuri)
- Hidetaka Yoshioka : docteur Nakamura
- Manami Konishi : Sayuri Ishino
- Tanie Kitabayashi : Oume[13]
- Shoji Arano :
- Yasuhiko Naito :
- Yoko Shioya : Tanabe

## Prix remportés

### Prix du cinéma de l'Académie japonaise
- Meilleure actrice dans un second rôle - Tanie Kitabayashi[14],[15]
- Révélation de l'année - Manami Konishi[14]

### Prix du ruban bleu
- Meilleur nouveau venu - Manami Konishi[7],[16]

### Prix du cinéma Mainichi
- Meilleure musique - Takashi Kako[17]